# 6971 Omogokei
6971 Omogokei (1992 CT) là một tiểu hành tinh vành đai chính được phát hiện ngày 8 tháng 2 năm 1992 bởi T. Seki ở Geisei.